# 澎湖縣立文光國民中學
澎湖縣立文光國民中學，簡稱文光國中，是一所位於台灣澎湖縣馬公市的縣立國民中學，曾獲得澎湖縣國中校務評鑑第一名。文光國中創立於民國八十三年（1994年），是馬公市區的第二所國中，首任校長為胡福氣。
文光國中的學區含括馬公市的新復、復興、中央、啟明、長安、重慶、中興、光明、光榮與重光里，另外陽明路、大勇路以南、永安街、中華路以西、治平路以北、光復路以東的地區則是文光國中的自由學區。

## 歷任校長
- 第一任：胡福氣（1998年8月－2002年2月）
  - 代理：謝嘉貞（2002年2月－2002年7月）
- 第二任：許德便（2002年8月－2006年7月）
- 第三任：楊啟清（2006年8月－2010年8月）
  - 代理：葉天文（2010年2月－2010年7月）
- 第四任：郭文耀（2010年8月－2015年8月）
- 第五任：黃光孝（2015年8月－2018年2月）
  - 代理：陳政一（2018年2月－2018年8月）
- 第六任：仰瓊宜（2018年8月－至今）

## 外部連結
- 澎湖縣立文光國民中學網站 （页面存档备份，存于）（繁體中文）